# Argo (ROV)
Argo is een onbemande op afstand bestuurbare onderwaterrobot, uitgerust met een onderwatervideocamera, ontwikkeld door Dr. Robert Ballard met de hulp van het Woods Hole Oceanographic Institute's Deep Submergence Laboratory. Argo is vooral bekend voor zijn rol in de ontdekking van het wrak van de RMS Titanic in 1985. De Argo werd ook gebruikt bij de ontdekking van het wrak van het Duitse slagschip Bismarck.
De Argo kan werken tot op dieptes van 6000 meter (20.000 voet), wat betekent dat 98% van de oceaanbodem binnen bereik is van het toestel. De originele Argo, waarmee de Titanic gevonden werd, was 4,57 m lang, 1,07 m hoog, and 1,07 m breed en woog ongeveer 1800 kg. Hij had een reeks camera's om voorwaarts en naar beneden te kunnen kijken en apparatuur om de oceaanbodem te verlichten. Hij kon film en televisiebeelden maken op een hoogte van 15 tot 30 meter boven de zeebodem en inzoomen voor meer gedetailleerde beelden.